# Restaurace Bourbonů
Restaurace Bourbonů (francouzsky Restauration bourbonienne) neboli restaurace monarchie započala po Napoleonově vypuzení z Francie v roce 1814 Spojenci (Rakouské císařství, Prusko, Rusko a Spojené království), kteří dosadili na prázdný francouzský trůn Ludvíka XVIII. s cílem obnovit starou monarchii. Následující éra je nazývána Restaurací (obnovou), a je charakteristická ostrými reakcemi konzervativců a obnovením moci římskokatolické církve ve Francii.

## První restaurace (1814)

### Ludvík XVIII.(1814–1824)

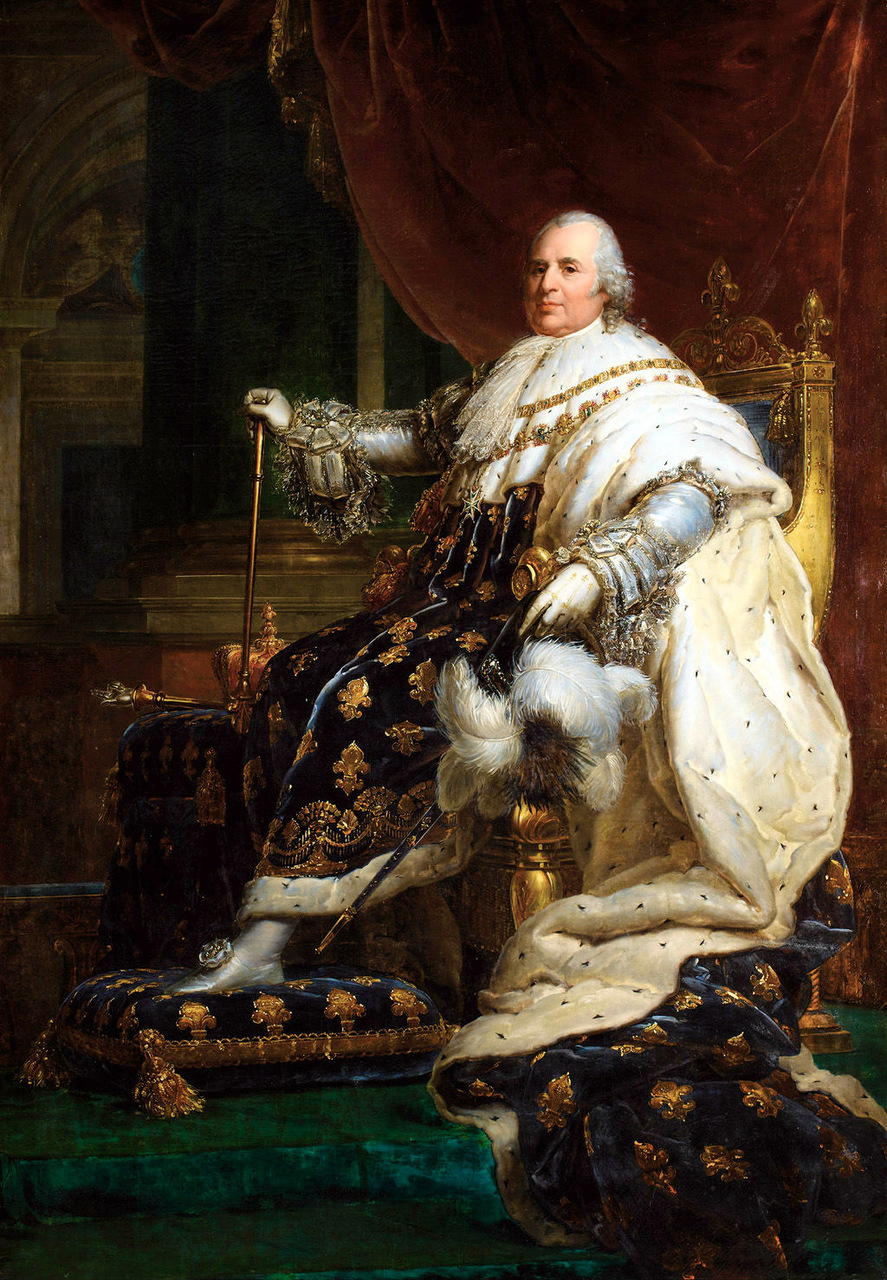
Ludvík XVIII. na korunovačním portrétu od François Gérarda

Ludvík XVIII. vděčil za svůj trůn a v podstatě i za návrat své rodiny do Francie zejména jedné osobě. Nebyl jí nikdo jiný než bývalý Napoleonův ministr zahraničí Talleyrand, který přesvědčil vítězné mocnosti, že návrat Bourbonů na francouzský trůn je životně důležitý pro přežití a stabilizaci Francie. Ludvík byl nucen předem schválit novou ústavu (z roku 1814), jež Francii dala dvoukomorový parlament. Do horní komory, nesoucí název Sněmovna pairů, její členové svůj titul buď dědili nebo byli jmenováni králem. Dolní komorou byla Poslanecká sněmovna, do níž byli voleni občané z lidu, a to pouze majetnými občany. Řada právních, úředních a ekonomických reforem z dob revoluce zůstala nedotčená, stejně tak Napoleonův občanský zákoník pomáhající obyčejným lidem k držení půdy, a v neposlední řadě také rozčlenění země na departementy. Vztahy mezi církví a královstvím se i nadále řídily konkordátem z roku 1801.
Po krátké době plné sentimentu a vzrůstající popularity začala postava krále, zejména díky svým negativním postojům k výsledkům revoluce, již se snažil potlačit (v podstatě se pokoušel zlikvidovat to dobré, co revoluce přinesla)[zdroj?], ztrácet na úctě a prestiži, a to hlavně mezi lidem bez volebního práva. Během následujícího roku (1815) opustil spěšně Paříž před navracejícím se Napoleonem, jenž uprchl z Elby. Nicméně po jeho porážce u Waterloo a konci Stodenního císařství se vrací zpět.

## Druhá restaurace (1815)
Druhá restaurace se nesla ve znamení neuvěřitelných krutostí Bílého teroru (bílá byla barva francouzských králů a monarchie). Nejvíce byl postižen jih Francie, který Napoleona podporoval od prvního momentu, kdy vkročil znovu na francouzskou půdu. Ačkoli král a jeho ministři odsuzovali vraždy, jichž se dopouštěli stoupenci monarchie, nikdy nepodnikl žádné kroky, aby je zastavil.
Ludvíkovi ministerští předsedové byli zprvu umírnění, a to jak Talleyrand, tak vévoda z Richelieu, Élie Decazes. Všichni včetně Ludvíka samotného byli v politice velice opatrní. Komora nedosažitelných (nový zákonodárný orgán Druhé restaurace) založená roku 1815 byla zcela pod kontrolou ultra-roajalistů, načež Richelieu prohlásil, že je absolutně nemožné s někým takovým spolupracovat. V roce 1816 pak po zmanipulovaných volbách vzniká sněmovna s liberálnějším smýšlením. Téhož roku byly znovu zakázány rozvody, ale liberálové se ukazují být stejně tak nezvladatelní jako ultra-roajalisté. Proto v roce 1820 král společně se svým prvním ministrem hledá cestu, jak znovu upravit volební zákony tak, aby byla sněmovna poddajnější a konzervativnější. Nicméně zdařený atentát na vévodu du Berry, syna Ludvíkova bratra, budoucího krále Karla X., způsobil Dacazesův pád a triumf ultra-roajalistů. Po krátkém období, v němž se Richelieu opět vrací k moci (1820-1821), je sestaven nový kabinet, vedený hrabětem de Villèle, předsedou extrémistů. I on však byl velice zdrženlivý a za Ludvíkova života byla reakční politika omezena na minimum.
Ludvík XVIII. umírá 16. září, 1824 a na trůn nastupuje jeho bratr, hrabě Artois, který vešel ve známost jako král Karel X.

### Karel X.(1824–1830)

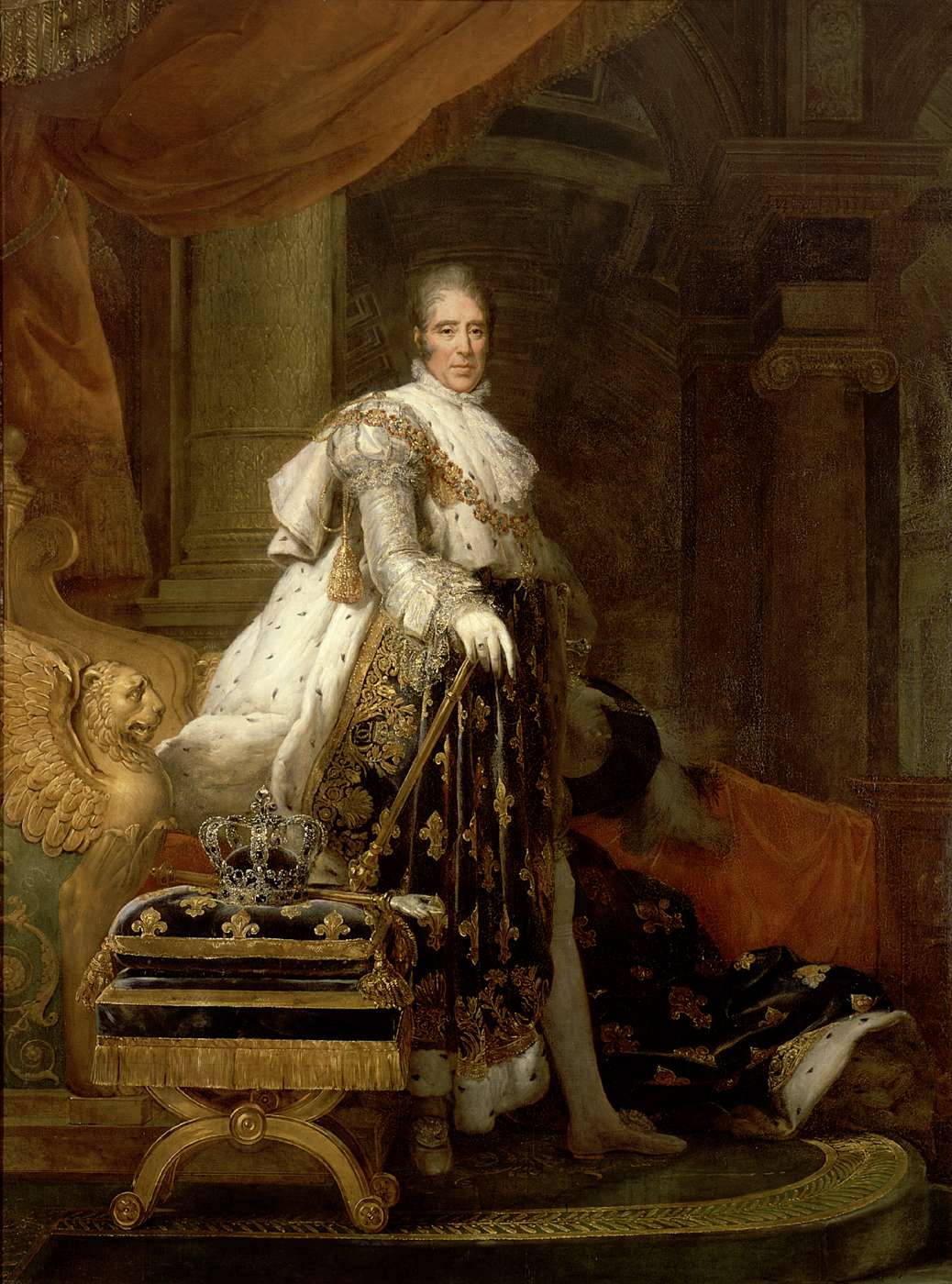
Karel X. na portrétu od François Gérarda

Během vlády svého bratra vedl hrabě Artois ultra-roajalistickou opozici, která se dostala k moci po atentátu na vévodu du Berry. Nutno podotknout, že se král nikdy skutečně nevzpamatoval ze smrti svého syna.
Villèlův kabinet rezignoval v roce 1827 pod tlakem liberálního tisku, mj. Žurnálu debat, do něhož přispíval Chateaubriand. Nový premiér vikomt de Martignac se pokoušel udržet svou politiku ve středu, nicméně i on byl v roce 1829 nahrazen, a to knížetem de Polignac, ultra-reakcionářem. Polignac odstartoval kolonizaci Alžírska, rozpustil Poslaneckou sněmovnu a jeho Červencové reformy, jež mimo jiné potlačovaly svobodu tisku a omezovaly volební právo, vyústily v Červencovou revoluci v roce 1830. Polignac byl oblíben u aristokracie i u církve a venkovanů, nicméně za jeho pádem stála nízká podpora dělníků a buržoazie.
Karel abdikoval ve prospěch svého vnuka, hraběte de Chambord, a odjel do Anglie. Liberální, buržoazií kontrolovaná Poslanecká sněmovna odmítla potvrdit nástupnictví hraběte, který se měl stát králem Jindřichem V. a místo toho ve volbě bojkotované zástupci konzervativců prohlásila francouzský trůn za prázdný. K moci se dostává Ludvík Filip, hrabě Orleánský, jediný francouzský král z orleánského rodu.

## Státní symbolika

znak:
střední znak (1814/1815–1830)
velký znak
malý znak

vlajka:
státní vlajka
královská standarta (1814–1830)
královská standarta (1815–1848)
královská standarta (1814 design)

ostatní vlajky:
alternativní vlajka (1825 design)
královská standarta (1825 design)
námořní vlajka
námořní obchodní vlajka